# Юмдан
Нгадак Юмдан (тиб. མངའ་བདག་ཡུམ་བརྟན; 839–875) — володар Центральнотибетського царства у 842—875 роках. Ім'я перекладається «Той, що спирається на материнську міць».

## Життєпис
Походив з Ярлунзької династії. Син ценпо Дарми і його головної дружини (ім'я невідоме). Народився 839 року в Лхасі. Після вбивства батька 842 року буддистським ченцем виникло питання спадкоємництва між кланами головної і молодшої дружин Дарми, оскільки Юмдан та його суперник Одсрун були малими дітьми. Кожен з кланів бажав панувати. При цьому головна дружина померлого і мати Юмдана була прихильницею бон, а клан родичів Одсруна був більш схильним до буддизму. Почалася взаємна пропаганда: Юмдана звинуватили, що він несправжній син Дарми, а названий. Стосовно Одсруна були сумніви, оскільки той народився після смерті Дарми. Мати Юмдана наказала вбити низку вищих сановників, що були прихильниками Одсруна.
Невдовзі вибухнула відкрита війна, що розколола знать, тибетську армію і чиновництво. Юмдан зумів закріпитися в столиці Лхаса. Втім фактично керувала його мати з власним кланом. Його суперник укріпився в Ярлунгі (частина регіону Цзан). В результаті у 846/847 році Тибетська імперія розпалася на Центральне і Західне царства. Юмдан очолив першу, куди увійшли великі регіони Уй, Кхам і Амдо.
Юмдан змушений був приборкувати заколоти військ та відбивати напади танських військ. Водночас продовжував переслідування буддистів. У 860 році на бік Тан перейшов тибетський кхонпон (на кшталт генерал-губернатора) в Сичуані. Інший кхонпон, відомий в китайських джерелах як Шан Кунчжо, зазнавши поразки від уйгурів і тангутів, загинув. У 862 році спалахує народне повстання (спричинене буддистами або прихильниками бон), під час якого були розорені гробниці померлих імператорів. Подальші спроби відновити єдність не мали успіху. В Ляньчжоу утворилася окрема тибетська держава. В Кхамі почали повстання уйгурські вожді.
Помер 875 року, його гробниця невідома. Йому спадкував син Тріді Ґонн'єн, за якого регіони Кхам і Амдо фактично відпали. Все більше місцеві воєначальники та правителі старої адміністрації оформляли підвладні їм володіння як незалежні, утворюючи власні «князівства». За онука Юмдана — Трірі Пагона — контролювався лише регіон Уй з Лхасою. Після смерті останнього рештки держави розпалися на «князівства» Жоме, Г'єлрон, Г'єлтан і Лходрук.